# Frank Cottrell Boyce
Frank Cottrell Boyce, född 23 september 1959 i Bootle, Merseyside, är en brittisk manusförfattare och romanförfattare, mest känd för sitt samarbete med filmregissören Michael Winterbottom.
Boyce har doktorerat i engelska vid Oxford University.
Han var en av de som skrev manus till den brittiska såpoperan Coronation Street. Efter att han mött Winterbottom, samarbetade de två med Forget About Me. 
Winterbottom gjorde ytterligare fem filmer baserade på manus av Boyce, Butterfly Kiss, Welcome to Sarajevo, The Claim, 24 Hour Party People och Code 46. 
Andra filmregissörer som Boyce har arbetat med är Danny Boyle (Millions), Alex Cox (Revengers Tragedy), Richard Laxton (Grow Your Own) och Anand Tucker (Hilary and Jackie).
Förutom originalskrivna manus har Boyce även omarbetat romaner till filmmanus. 
Han har även skrivit romaner för barn. För sin debut Millions, (Miljoner, 2004) baserad på sitt eget manus för filmen med samma namn, vann han Carnegie Medal, 2004. 
Förutom att han skrev avsnitt till såpoperan Coronation street skrev han även många avsnitt till såpoperan Brookside och även till Damon and Debbie.

## Manus
- Damon and Debbie (1987) TV-Serie
- The Real Eddy English (1989) TV-Serie
- Forget About Me (1990) TV
- Coronation Street TV-Serie (1991)
- A Woman's Guide To Adultery (1993) (TV)
- Butterfly Kiss (1995)
- New York Crossing (1996)
- Saint-Ex (1996)
- Welcome To Sarajevo (1997)
- Hilary and Jackie (1998)
- Pandaemonium (2000)
- The Claim (2000)
- 24 Hour Party People (2002)
- Revengers Tragedy (2002)
- Code 46 (2003)
- Millions (2004), på svenska Miljoner 2004
- Framed (2005)
- A Cock and Bull Story (2006) (under pseudonym Martin Hardy)
- Grow Your Own (2007)
- God on Trial (2008) TV

## Priser och utmärkelser
- Carnegie Medal 2004 för Millions